# Callisto (patriarca di Aquileia)
Callisto, patriarca di Aquileia (VII secolo – ante 762), è stato un patriarca cattolico longobardo.
Fu arcidiacono di Treviso e successivamente, sostenuto da Liutprando, re dei Longobardi, fu nominato Patriarca di Aquileia come successore di Sereno e resse la diocesi dal 726 al 756. Papa Gregorio II ratificò la nomina, con la raccomandazione di rispettare i diritti e i poteri giurisdizionali del patriarca di Grado.

## Biografia
Fu nominato quando la sede del Patriarcato era stata portata a Cormons, poiché Aquileia era troppo vicina ai confini del regno longobardo e soggetta a incursioni da Grado.
Anche Cormons, comunque, era soggetta a frequenti incursioni da oriente; sia per tali ragioni, sia per ottenere una sede più adeguata e prestigiosa, Callisto nel 737 decise unilateralmente di spostare la sede patriarcale a Cividale, cacciando il vescovo di Zuglio Amatore, che vi risiedeva.

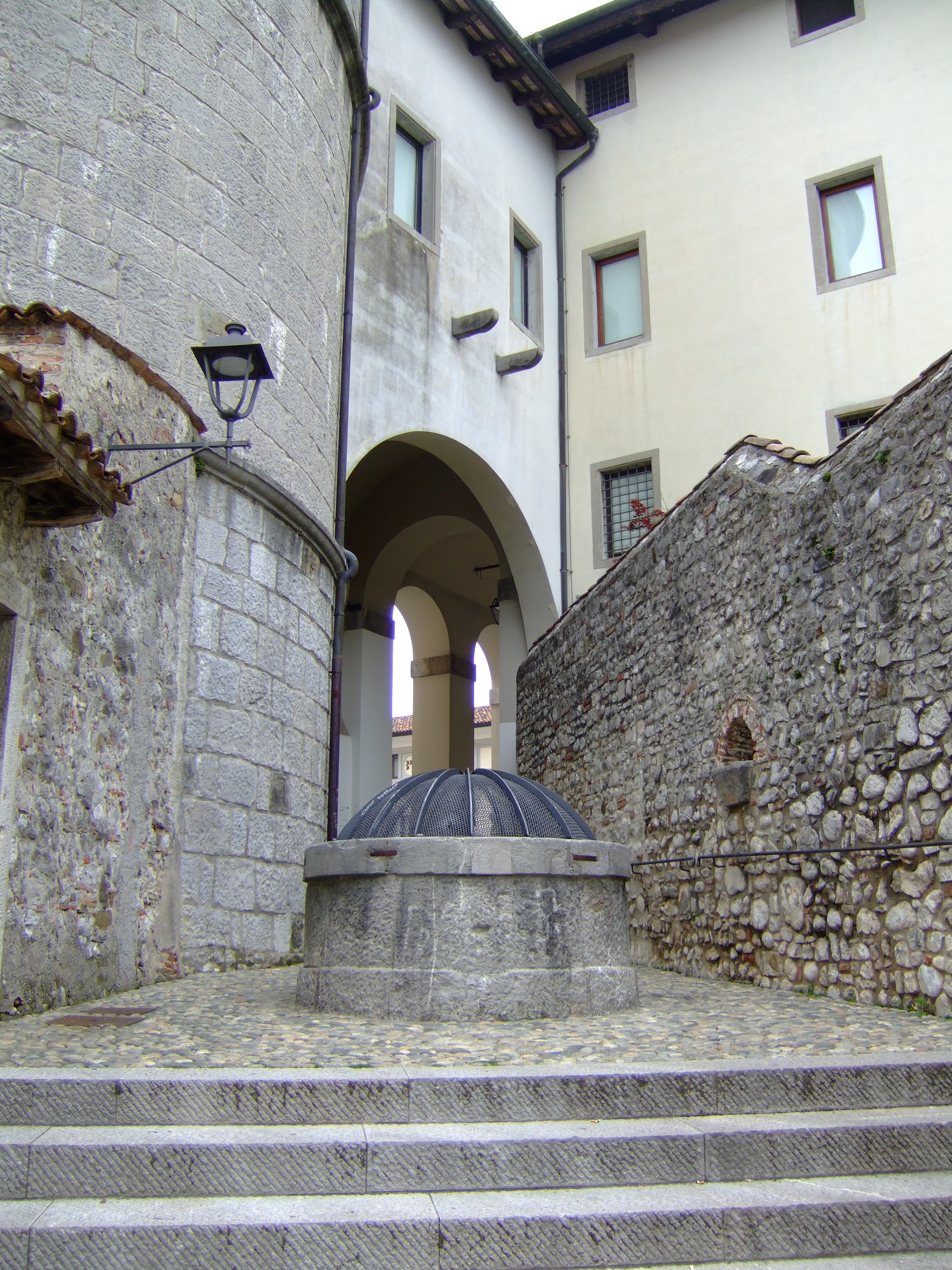
Cividale - Pozzo di Callisto

Questa decisione scatenò la reazione di Pemmone duca del Friuli e di altri nobili longobardi, che catturarono Callisto e lo imprigionarono nel castello di Duino con l'intenzione di ucciderlo.
Il re longobardo Liutprando, informato dell'accaduto, prese le difese di Callisto, confermò il trasferimento a Cividale e sfruttò l'occasione per destituire Pemmone e nominare il figlio Ratchis come nuovo duca del Friuli.
Successivamente Callisto fece abbattere il precedente palazzo vescovile e ne fece costruire uno nuovo, più imponente ed adatto al prestigio patriarcale. Il palazzo si trovava sull'area dell'attuale Palazzo dei Provveditori Veneti. Della intera opera voluta da Callisto rimane, secondo la tradizione, il pozzo dove si trovavano i giardini del palazzo.
Iniziò anche la costruzione della cattedrale e del battistero, di cui rimane lo splendido fonte battesimale.